# Oscarverleihung 1988
Übersicht aller ausgezeichneten Filme

◄◄ | ◄ | 1984 | 1985 | 1986 | 1987 | Oscarverleihung 1988 | 1989 | 1990 | 1991 | 1992 | ► | ►►

Weitere Ereignisse

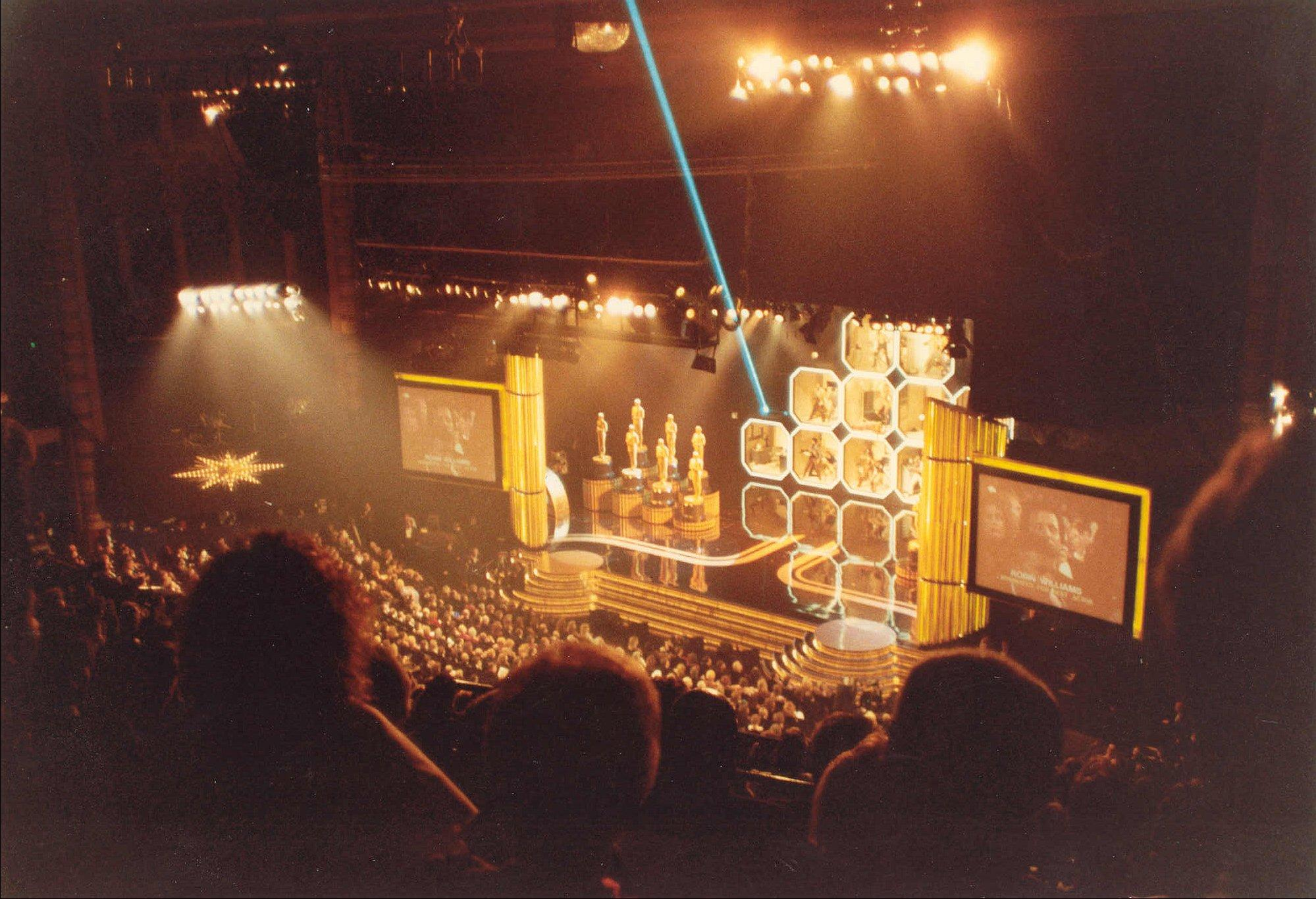
Die 60. Oscarverleihung im Shrine Auditorium

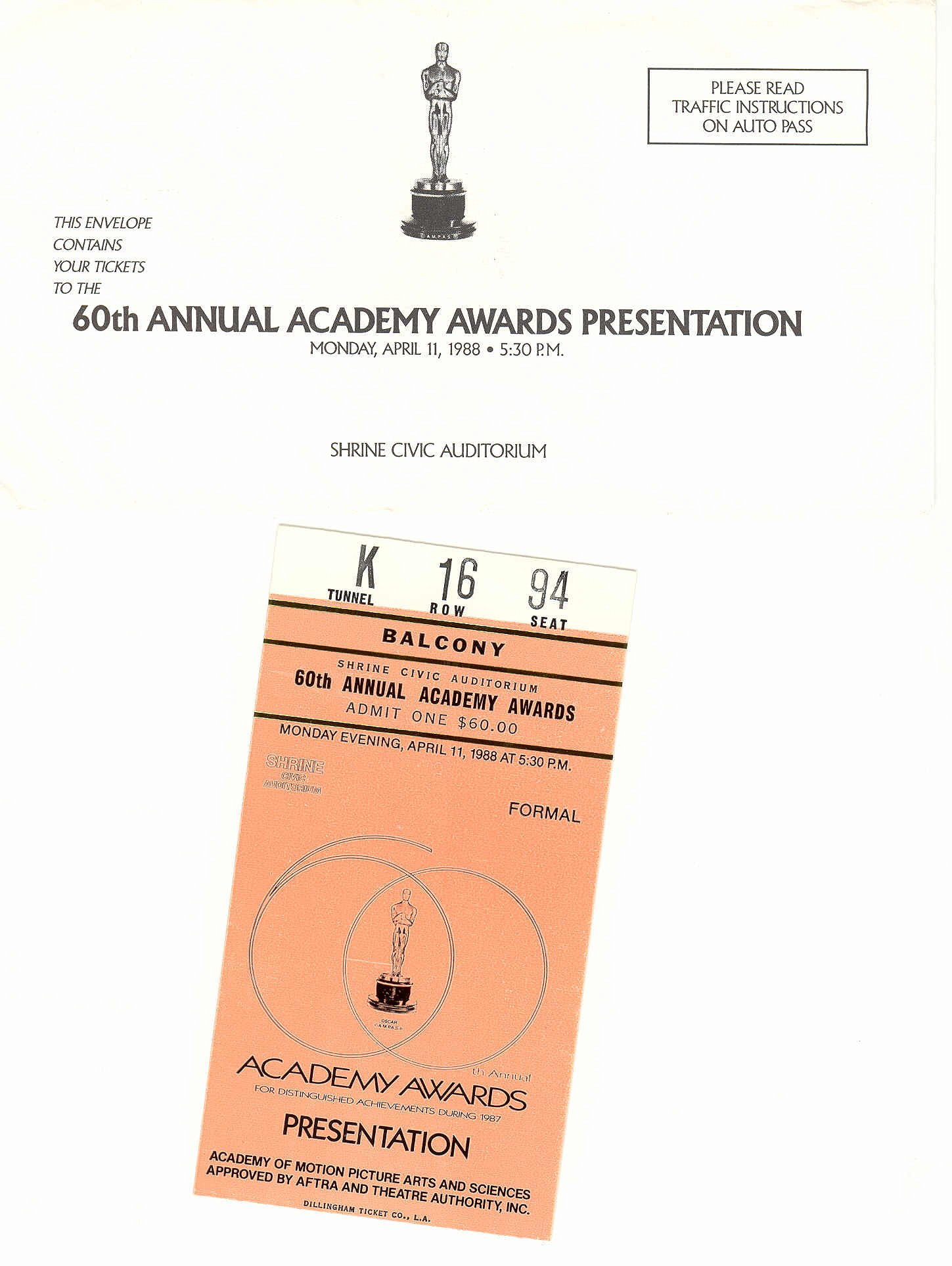
Ticket für die Oscarverleihung 1988

Die Oscarverleihung 1988 fand am 11. April 1988 im Shrine Auditorium in Los Angeles statt. Es waren die 60th Annual Academy Awards. Im Jahr der Auszeichnung werden immer Filme des vergangenen Jahres ausgezeichnet, in diesem Fall also die Filme des Jahres 1987.
| Film                                   | N | A |
| -------------------------------------- | - | - |
| Der letzte Kaiser                      | 9 | 9 |
| Nachrichtenfieber – Broadcast News     | 7 | 0 |
| Mondsüchtig                            | 6 | 3 |
| Das Reich der Sonne                    | 6 | 0 |
| Eine verhängnisvolle Affäre            | 6 | 0 |
| Hope and Glory                         | 5 | 0 |
| The Untouchables – Die Unbestechlichen | 4 | 1 |
| Schrei nach Freiheit                   | 3 | 0 |
| Auf Wiedersehen, Kinder                | 2 | 0 |
| Die Hexen von Eastwick                 | 2 | 0 |
| Mein Leben als Hund                    | 2 | 0 |
| Radio Days                             | 2 | 0 |
| RoboCop                                | 2 | 0 |
| Die Toten                              | 2 | 0 |
| Wolfsmilch                             | 2 | 0 |

## Moderation
Chevy Chase führte zum ersten Mal alleine als Moderator durch die Oscarverleihung (1987 zusammen mit Goldie Hawn und Paul Hogan). Die Präsentatoren der Kandidaten sind bei den jeweiligen Kategorien weiter unten aufgeführt.

## Gewinner und Nominierungen

### Bester Film
präsentiert von Eddie Murphy
Der letzte Kaiser (The Last Emperor) – Jeremy Thomas
Hope and Glory – John Boorman
Mondsüchtig (Moonstruck) – Norman Jewison, Patrick J. Palmer
Nachrichtenfieber – Broadcast News (Broadcast News) – James L. Brooks
Eine verhängnisvolle Affäre (Fatal Attraction) – Stanley R. Jaffe, Sherry Lansing

### Beste Regie
präsentiert von Robin Williams
Bernardo Bertolucci – Der letzte Kaiser (The Last Emperor)
John Boorman – Hope and Glory
Lasse Hallström – Mein Leben als Hund (Mitt liv som hund)
Norman Jewison – Mondsüchtig (Moonstruck)
Adrian Lyne – Eine verhängnisvolle Affäre (Fatal Attraction)

### Bester Hauptdarsteller
präsentiert von Marlee Matlin
Michael Douglas – Wall Street
William Hurt – Nachrichtenfieber – Broadcast News (Broadcast News)
Marcello Mastroianni – Schwarze Augen (Oci ciornie)
Jack Nicholson – Wolfsmilch (Ironweed)
Robin Williams – Good Morning, Vietnam

### Beste Hauptdarstellerin
präsentiert von Paul Newman
Cher – Mondsüchtig (Moonstruck)
Glenn Close – Eine verhängnisvolle Affäre (Fatal Attraction)
Holly Hunter – Nachrichtenfieber – Broadcast News (Broadcast News)
Sally Kirkland – Anna… Exil New York (Anna)
Meryl Streep – Wolfsmilch (Ironweed)

### Bester Nebendarsteller
präsentiert von Nicolas Cage und Cher
Sean Connery – The Untouchables – Die Unbestechlichen (The Untouchables)
Albert Brooks – Nachrichtenfieber – Broadcast News (Broadcast News)
Morgan Freeman – Glitzernder Asphalt (Street Smart)
Vincent Gardenia – Mondsüchtig (Moonstruck)
Denzel Washington – Schrei nach Freiheit (Cry Freedom)

### Beste Nebendarstellerin
präsentiert von Glenn Close und Michael Douglas
Olympia Dukakis – Mondsüchtig (Moonstruck)
Norma Aleandro – Gaby – Eine wahre Geschichte (Gaby: A True Story)
Anne Archer – Eine verhängnisvolle Affäre (Fatal Attraction)
Anne Ramsey – Schmeiß’ die Mama aus dem Zug! (Throw Momma from the Train)
Ann Sothern – Wale im August (The Whales of August)

### Bestes Originaldrehbuch
präsentiert von Audrey Hepburn und Gregory Peck
John Patrick Shanley – Mondsüchtig (Moonstruck)
Woody Allen – Radio Days
John Boorman – Hope and Glory
James L. Brooks – Nachrichtenfieber – Broadcast News (Broadcast News)
Louis Malle – Auf Wiedersehen, Kinder (Au revoir, les enfants)

### Bestes adaptiertes Drehbuch
präsentiert von Audrey Hepburn und Gregory Peck
Bernardo Bertolucci, Mark Peploe – Der letzte Kaiser (The Last Emperor)
Per Berglund, Brasse Brännström, Lasse Hallström, Reidar Jönsson – Mein Leben als Hund (Mitt liv som hund)
James Dearden – Eine verhängnisvolle Affäre (Fatal Attraction)
Gustav Hasford, Michael Herr, Stanley Kubrick – Full Metal Jacket
Tony Huston – Die Toten (The Dead)

### Beste Kamera
präsentiert von Mel Gibson und Danny Glover
Vittorio Storaro – Der letzte Kaiser (The Last Emperor)
Michael Ballhaus – Nachrichtenfieber – Broadcast News (Broadcast News)
Allen Daviau – Das Reich der Sonne (Empire of the Sun)
Philippe Rousselot – Hope and Glory
Haskell Wexler – Matewan

### Bestes Szenenbild
präsentiert von Olivia de Havilland
Bruno Cesari, Osvaldo Desideri, Ferdinando Scarfiotti – Der letzte Kaiser (The Last Emperor) 
Leslie Bloom, George DeTitta Jr., Carol Joffe, Santo Loquasto – Radio Days
Patrizia von Brandenstein, William A. Elliott, Hal Gausman – The Untouchables – Die Unbestechlichen (The Untouchables)
Harry Cordwell, Norman Reynolds – Das Reich der Sonne (Empire of the Sun)
Anthony Pratt, Joanne Woollard – Hope and Glory

### Bestes Kostümdesign
präsentiert von Kevin Costner und Daryl Hannah
James Acheson – Der letzte Kaiser (The Last Emperor)
Jenny Beavan, John Bright – Maurice
Dorothy Jeakins – Die Toten (The Dead)
Bob Ringwood – Das Reich der Sonne (Empire of the Sun)
Marilyn Vance – The Untouchables – Die Unbestechlichen (The Untouchables)

### Bestes Make-up
präsentiert von John Candy
Rick Baker – Bigfoot und die Hendersons (Harry and the Hendersons)
Robert Laden – Happy New Year

### Beste Filmmusik
präsentiert von Jennifer Grey und Patrick Swayze
David Byrne, Ryūichi Sakamoto, Cong Su – Der letzte Kaiser (The Last Emperor)
George Fenton, Jonas Gwangwa – Schrei nach Freiheit (Cry Freedom)
Ennio Morricone – The Untouchables – Die Unbestechlichen (The Untouchables)
John Williams – Das Reich der Sonne (Empire of the Sun)
John Williams – Die Hexen von Eastwick (The Witches of Eastwick)

### Bester Song
präsentiert von Liza Minnelli und Dudley Moore
„(I’ve Had) The Time of My Life“ aus Dirty Dancing – John DeNicola, Donald Markowitz, Franke Previte
„Cry Freedom“ aus Schrei nach Freiheit (Cry Freedom) – George Fenton, Jonas Gwangwa
„Nothing’s Gonna Stop Us Now“ aus Mannequin – Albert Hammond, Diane Warren
„Shakedown“ aus Beverly Hills Cop II – Harold Faltermeyer, Keith Forsey, Bob Seger
„Storybook Love“ aus Die Braut des Prinzen (The Princess Bride) – Willy DeVille

### Bester Schnitt
präsentiert von Rob Lowe und Sean Young
Gabriella Cristiani – Der letzte Kaiser (The Last Emperor)
Peter E. Berger, Michael Kahn – Eine verhängnisvolle Affäre (Fatal Attraction)
Michael Kahn – Das Reich der Sonne (Empire of the Sun)
Richard Marks – Nachrichtenfieber – Broadcast News (Broadcast News)
Frank J. Urioste – RoboCop

### Beste Tonmischung
präsentiert von Billy Crystal
Bill Rowe, Ivan Sharrock – Der letzte Kaiser (The Last Emperor)
Rick Alexander, Les Fresholtz, Bill Nelson, Vern Poore – Lethal Weapon – Zwei stahlharte Profis (Lethal Weapon)
Wayne Artman, Tom Beckert, Tom E. Dahl, Art Rochester – Die Hexen von Eastwick (The Witches of Eastwick)
John S. Boyd, Tony Dawe, Don Digirolamo, Robert Knudson – Das Reich der Sonne (Empire of the Sun)
Carlos Delarios, Michael J. Kohut, Aaron Rochin, Robert Wald – RoboCop

### Beste Visuelle Effekte
präsentiert von Sean Connery
Bill George, Harley Jessup, Dennis Muren, Kenneth F. Smith – Die Reise ins Ich (Innerspace)
Richard Greenberg, Robert M. Greenberg, Joel Hynek, Stan Winston – Predator

### Bester Dokumentarfilm (Kurzfilm)
präsentiert von Joan Chen und John Lone
Young at Heart – Pamela Conn, Sue Marx
Frances Steloff: Memoirs of a Bookseller – Deborah Dickson
In the Wee Wee Hours... – Izak Ben-Meir, František Daniel
Language Says It All – Megan Williams
Silver Into Gold – Lynn Mueller

### Bester Dokumentarfilm (Langform)
präsentiert von Steve Guttenberg
The Ten-Year Lunch – Aviva Slesin
Eyes on the Prize – Callie Crossley, James A. DeVinney
Hellfire: A Journey from Hiroshima – John W. Dower, John Junkerman
Radio Bikini – Atombombenversuche im Pazifik 1946 (Radio Bikini) – Robert Stone
A Stitch for Time – Barbara Herbich, Cyril Christo

### Bester Kurzfilm (Animiert)
präsentiert von Micky Maus und Tom Selleck
Der Mann, der Bäume pflanzte (L’homme qui plantait des arbres) – Frédéric Back
George and Rosemary – Eunice Macaulay
Your Face – Bill Plympton

### Bester Kurzfilm (Live Action)
präsentiert von Paul Reubens
Ray’s Male Heterosexual Dance Hall – Jana Sue Memel, Jonathan Sanger
Making Waves – Ann Wingate
Shoeshine – Robert A. Katz

### Bester Fremdsprachiger Film
präsentiert von Faye Dunaway und James Garner
Babettes Fest (Babettes gæstebud), Dänemark – Gabriel Axel
Asignatura aprobada, Spanien – José Luis Garci
Auf Wiedersehen, Kinder (Au revoir, les enfants), Frankreich – Louis Malle
Die Familie (La Famiglia), Italien – Ettore Scola
Pathfinder (Ofelas), Norwegen – Nils Gaup

## Ehren-Oscars

### Irving G. Thalberg Memorial Award
präsentiert von Jack Lemmon
- Billy Wilder